# Alva John Fisher
Pour les articles homonymes, voir Fisher.
Alva John Fisher ou Alva J. Fisher, né en 1862 et mort en 1947, est un ingénieur américain, connu pour être l'inventeur de la première machine à laver le linge électrique en 1901.
Il réalise un prototype électrique en 1906, et dépose son premier brevet le 9 août 1901